# Die Simpsons/Staffel 17
Die siebzehnte Staffel der US-amerikanischen Zeichentrickserie Die Simpsons wurde vom 11. September 2005 bis zum 21. Mai 2006 auf dem US-amerikanischen Sender Fox gesendet. Die deutschsprachige Free-TV-Erstausstrahlung sendete der Sender ProSieben vom 3. September 2006 bis zum 8. April 2007.
Die Staffel wurde am 2. Dezember 2014 in den Vereinigten Staaten und am 1. Dezember 2014 in Deutschland auf DVD und Blu-ray veröffentlicht.
Es ist die letzte Staffel mit Elisabeth Volkmann als Synchronsprecherin für Marge Simpson, da sie am  27. Juli 2006 starb.

## Episoden
| Nr. (ges.) | Nr. (St.) | Deutscher Titel                     | Originaltitel                      | Erstausstrahlung (USA) | Deutschsprachige Erstausstrahlung (D) | Regie             | Drehbuch                         | Prodc. |
| --- | --------- | ----------------------------------- | ---------------------------------- | ---------------------- | ------------------------------------- | ----------------- | -------------------------------- | ------ |
| 357 | 1         | Es lebe die Seekuh!                 | Bonfire of the Manatees            | 11. Sep. 2005          | 3. Sep. 2006                          | Mark Kirkland     | Dan Greaney                      | GABF18 |
| Weil Homer der Mafia erlaubt, ohne die Erlaubnis von Marge einen intimen Film bei sich zu drehen, verlässt sie ihn und trifft einen Meeresbiologen namens Caleb. Sie schließt sich ihm an, um Seekühe zu retten. Homer macht sich mit den Kindern auf die Suche nach Marge und findet sie schließlich. Um sie zurückzugewinnen, versucht er, einige Seekühe vor aggressiven Jetskiern zu beschützen. |           |                                     |                                    |                        |                                       |                   |                                  |        |
| 358 | 2         | Angst essen Seele auf               | The Girl Who Slept Too Little      | 18. Sep. 2005          | 10. Sep. 2006                         | Raymond S. Persi  | John Frink                       | GABF16 |
| Die Simpsons verhindern mit der Hilfe einiger Stadtbewohner, dass ein Briefmarken-Museum in ihrer Nähe errichtet wird. Stattdessen wird nun der Friedhof in ihre Nähe verlegt. Lisa leidet daraufhin vor lauter Angst unter Schlaflosigkeit. |           |                                     |                                    |                        |                                       |                   |                                  |        |
| 359 | 3         | Milhouse aus Sand und Nebel         | Milhouse of Sand and Fog           | 25. Sep. 2005          | 17. Sep. 2006                         | Steven Dean Moore | Patric M. Verrone                | GABF19 |
| Nachdem Milhouse’ Eltern wieder zusammen sind, versucht er sie erneut zu trennen, um mehr Aufmerksamkeit zu erhalten. |           |                                     |                                    |                        |                                       |                   |                                  |        |
| 360 | 4         | B.I.: Bartificial Intelligence      | Treehouse of Horror XVI            | 6. Nov. 2005           | 29. Okt. 2006                         | David Silverman   | Marc Wilmore                     | GABF17 |
| B.I.: Bartificial Intelligence – Nachdem Bart in ein dauerhaftes Koma fällt, ersetzt seine Familie ihn durch einen Roboter. Überleben des Fettesten – Homer und die anderen sind unfreiwillige Opfer eines Überlebensspiels. Ich züchtete ein Kostüm auf deinem Gesicht – Eine Hexe verwandelt die Einwohner Springfields an Halloween in ihre Kostüme und nur Maggie kann das wieder rückgängig machen. |           |                                     |                                    |                        |                                       |                   |                                  |        |
| 361 | 5         | Mamas kleiner Liebling              | Marge’s Son Poisoning              | 13. Nov. 2005          | 24. Sep. 2006                         | Mike B. Anderson  | Daniel Chun                      | GABF20 |
| Bart verbringt mehr Zeit mit Marge, bis Nelson und die anderen ihn als Muttersöhnchen verspotten. Homer ist zwischenzeitlich von zu Hause ausgezogen und nimmt an Wettbewerben im Armdrücken teil. |           |                                     |                                    |                        |                                       |                   |                                  |        |
| 362 | 6         | Der Sicherheitssalamander           | See Homer Run                      | 20. Nov. 2005          | 1. Okt. 2006                          | Nancy Kruse       | Stephanie Gillis                 | GABF21 |
| Weil Lisa von Homers Vaterrolle enttäuscht ist, engagiert sich dieser als neuer Sicherheitssalamander der Grundschule von Springfield. Nachdem Bürgermeister Quimby durch schlechte Amtsführung aufgefallen ist, finden Neuwahlen statt. Homer kandidiert ebenfalls – im Salamanderkostüm. |           |                                     |                                    |                        |                                       |                   |                                  |        |
| 363 | 7         | Marge und der Frauen-Club           | The Last of the Red Hat Mamas      | 27. Nov. 2005          | 8. Okt. 2006                          | Matthew Nastuk    | Joel H. Cohen                    | GABF22 |
| Marge tritt einer Frauenorganisation namens „Die munteren roten Tomaten“ bei, um Freunde zu finden, die sie verstehen. Sie haben den Plan, zu ihrer Geldversorgung Mr. Burns’ Fabergé-Eier zu klauen. Milhouse bringt währenddessen Lisa Italienisch bei. |           |                                     |                                    |                        |                                       |                   |                                  |        |
| 364 | 8         | Der italienische Bob                | The Italian Bob                    | 11. Dez. 2005          | 15. Okt. 2006                         | Mark Kirkland     | John Frink                       | HABF02 |
| Nachdem Burns seinen Wagen zu Schrott fährt, schickt er die Simpsons nach Italien, um seinen neuen Wagen abzuholen. Dort treffen sie Tingeltangel Bob, der eine Familie gegründet hat und Bürgermeister einer kleinen italienischen Stadt ist. Anmerkung: Dies ist die letzte Folge, in der Tingeltangel-Bob von Ivar Combrinck synchronisiert wurde. |           |                                     |                                    |                        |                                       |                   |                                  |        |
| 365 | 9         | Simpsons Weihnachtsgeschichten      | Simpsons Christmas Stories         | 18. Dez. 2005          | 5. Nov. 2006                          | Steven Dean Moore | Don Payne                        | HABF01 |
| Eine 3-teilige Weihnachtsfolge: The First (Annoyed Grunt)-El I Saw Grampa Cussing Santa Claus The Nutcracker… Sweet – Eine Parodie auf „Der Nussknacker“ |           |                                     |                                    |                        |                                       |                   |                                  |        |
| 366 | 10        | Wer ist Homers Vater?               | Homer’s Paternity Coot             | 8. Jan. 2006           | 22. Okt. 2006                         | Mike B. Anderson  | Joel H. Cohen                    | HABF03 |
| Ein Postbote wird aufgetaut, der 40 Jahre alte Sendungen dabeihat. Darunter ist auch ein Brief an Mona Simpson, demnach Grampa vermutlich nicht Homers Vater ist. Homer sucht deshalb seinen vermeintlichen Vater auf, der sehr wohlhabend ist. Zunächst freundet sich Homer mit ihm an, bekommt dann jedoch einige Zweifel. |           |                                     |                                    |                        |                                       |                   |                                  |        |
| 367 | 11        | Straße der Verdammten               | We’re on the Road to D’ohwhere     | 29. Jan. 2006          | 12. Nov. 2006                         | Nancy Kruse       | Kevin Curran                     | HABF04 |
| Bart und Milhouse klettern in den Heizungskeller der Schule und öffnen einige Ventile, wodurch es zu einem Chaos kommt. Bart kommt in ein Erziehungslager, wo er zum Holzhacken verurteilt wird und sich benehmen muss. Homer will währenddessen nach Las Vegas fahren, bekommt aber ein schlechtes Gewissen. Marge kommt ins Gefängnis, weil sie sämtliche abgelaufene Medikamente verkauft hat. Anmerkung: Dies ist die letzte Folge, in der Marge Simpson von Elisabeth Volkmann synchronisiert wurde.                                                                                    |           |                                     |                                    |                        |                                       |                   |                                  |        |
| 368 | 12        | Ein perfekter Gentleman             | My Fair Laddy                      | 26. Feb. 2006          | 21. Jan. 2007                         | Bob Anderson      | Michael Price                    | HABF05 |
| Bart zerstört Willies Hütte und Marge nimmt Willie daraufhin mit nach Hause, wo er von Lisa zu einem Gentleman geformt wird. Willie wird Empfangschef in einem vornehmen Restaurant. Anmerkungen: Dies ist die erste Folge, in der Anke Engelke die Stimme von Marge spricht und Matthias von Stegmann nach dem Tod von Ivar Combrinck die Synchronregie führt. |           |                                     |                                    |                        |                                       |                   |                                  |        |
| 369 | 13        | Die scheinbar unendliche Geschichte | The Seemingly Never-Ending Story   | 12. März 2006          | 28. Jan. 2007                         | Raymond S. Persi  | Ian Maxtone-Graham               | HABF06 |
| Während einer Höhlenerforschung bleibt Homer stecken und während Bart und Marge Hilfe suchen, erzählt Lisa ihm eine Geschichte: Mr. Burns verlor seinen Besitz an den reichen Texaner, und musste bei Moe arbeiten. Dieser hatte eine Affäre mit Mrs. Krabappel und zuvor Snake einen Goldschatz geklaut. Mrs. Krabappel wurde anschließend Lehrerin, während der Goldschatz von Mr. Burns entwendet wurde. Schließlich tauchen die Personen aus der Geschichte in der Höhle auf, wo der Goldschatz versteckt wurde. Es kommt zu einem Duell, bis Marge den Goldschatz in eine Spalte wirft. |           |                                     |                                    |                        |                                       |                   |                                  |        |
| 370 | 14        | Bart hat zwei Mütter                | Bart Has Two Mommies               | 19. März 2006          | 4. Feb. 2007                          | Michael Marcantel | Dana Gould                       | HABF07 |
| Marge passt auf Neds Kinder auf und hat deshalb keine Zeit mehr für ihre eigenen. Später wird Bart von einer Schimpansen-Mutter gekidnappt, welche mit ihm später auf die Spitze eines Kirchturms flüchtet. Lisa gelingt es schließlich, den echten Sohn des Affen gegen Bart zu tauschen. |           |                                     |                                    |                        |                                       |                   |                                  |        |
| 371 | 15        | Frauentausch                        | Homer Simpson, This Is Your Wife   | 26. März 2006          | 11. Feb. 2007                         | Matthew Nastuk    | Ricky Gervais                    | HABF08 |
| Die Simpsons gewinnen eine Reise zu den FOX-Studios und treten anschließend in einer Reality-Show auf. Homer und Charles tauschen für einen Monat ihre Ehefrauen. Homer hat mit Verity Probleme, während Charles von Marge total begeistert ist. |           |                                     |                                    |                        |                                       |                   |                                  |        |
| 372 | 16        | Corrida de Toro                     | Million Dollar Abie                | 2. Apr. 2006           | 18. Feb. 2007                         | Steven Dean Moore | Tim Long                         | HABF09 |
| Nachdem Grandpa verschuldet, dass Springfield in ihrem neuen Stadion kein neues NFL-Team bekommt, beschließt er Selbstmord zu begehen. Als dieser Versuch nur zufällig fehlschlägt, sucht Grandpa in seinem neu erlangten Leben das Abenteuer und wird in dem für Stierkämpfe umfunktionierten Stadion ein erfolgreicher Stierkämpfer. |           |                                     |                                    |                        |                                       |                   |                                  |        |
| 373 | 17        | Kiss Kiss Bang Bangalore            | Kiss Kiss, Bang Bangalore          | 9. Apr. 2006           | 25. Feb. 2007                         | Mark Kirkland     | Deb Lacusta und Dan Castellaneta | HABF10 |
| Patty und Selma entführen bei einer Stargate-Convention den Schauspieler Richard Dean Anderson, als er Springfield besucht. Dieser findet einen Gefallen daran, sich wie in der Fernsehserie MacGyver jedes Mal befreien zu können. Währenddessen setzt Mr. Burns auf Outsourcing und verlegt das Kraftwerk nach Indien, wo Homer zum Chef befördert wird. Homer lebt sich prächtig in Indien ein und ernennt sich schließlich selbst zu einem Gott. |           |                                     |                                    |                        |                                       |                   |                                  |        |
| 374 | 18        | Drei nasse Geschichten              | The Wettest Stories Ever Told      | 23. Apr. 2006          | 4. März 2007                          | Mike B. Anderson  | Jeff Westbrook                   | HABF11 |
| Beim Abendessen in „Der frittierende Holländer“ erzählen Lisa, Bart und Homer Geschichten zum Thema Seefahrten. |           |                                     |                                    |                        |                                       |                   |                                  |        |
| 375 | 19        | Gleichung mit einem Unbekannten     | Girls Just Want to Have Sums       | 30. Apr. 2006          | 11. März 2007                         | Nancy Kruse       | Matt Selman                      | HABF12 |
| Die Grundschule wird in eine Mädchen- und eine Jungenschule aufgeteilt. Lisa findet den Matheunterricht in der Mädchenschule nun viel zu einfach und verkleidet sich daraufhin als Junge. Das Leben unter lauter Jungs ist jedoch erschwerlicher als sie es sich vorstellen konnte. Mit Barts Hilfe kann sich Lisa schließlich behaupten. Nachdem Lisa einen Mathe-Wettbewerb gewinnt, gibt sie ihre wahre Identität preis, um zu zeigen, dass auch Mädchen Mathematik beherrschen. |           |                                     |                                    |                        |                                       |                   |                                  |        |
| 376 | 20        | Selig sind die Unwissenden          | Regarding Margie                   | 7. Mai 2006            | 25. März 2007                         | Michael Polcino   | Marc Wilmore                     | HABF13 |
| Marge liest beim Frühjahrsputz nicht die Warnhinweise der Reinigungsmittel und erleidet durch einen Unfall eine retrograde Amnesie, wodurch sie sich nicht mehr an Personen erinnern kann. Erst nach und nach erlangt sie ihr Gedächtnis zurück. Jedoch kann sie sich nicht an Homer erinnern, welches diesem schwer zu schaffen macht. |           |                                     |                                    |                        |                                       |                   |                                  |        |
| 377 | 21        | Gott gegen Lisa Simpson             | The Monkey Suit                    | 14. Mai 2006           | 1. Apr. 2007                          | Raymond S. Persi  | J. Stewart Burns                 | HABF14 |
| Bei einem Museumsbesuch wird Ned Flanders mit Darwins Theorie der biologischen Evolution konfrontiert. Aus Glaubensgründen geht er dagegen vor. Schließlich wird im Stadtrat beschlossen, die christliche Schöpfungslehre neben der Evolutionstheorie als Pflichtfach in der Schule einzuführen. Als Lisa dagegen protestiert, kommt es jedoch dazu, dass die Schöpfungstheorie nun als einzige wahre Theorie zur Entstehung des Menschen in den Lehrplan der Schule aufgenommen wird. Lisa will nicht aufgeben und landet vor Gericht. In diesem Fall geht es um Gott gegen Lisa Simpson.   |           |                                     |                                    |                        |                                       |                   |                                  |        |
| 378 | 22        | Homerun für die Liebe               | Marge and Homer Turn a Couple Play | 21. Mai 2006           | 8. Apr. 2007                          | Bob Anderson      | Joel H. Cohen                    | HABF16 |
| Beim Spiel der Baseball-Mannschaft Springfield Isotopes hat der Star Buck Mitchell eine Krise, was auf Schwierigkeiten in seiner Ehe zurückzuführen ist. Auf der Großbildleinwand im Stadion, sieht Mitchel, wie Marge und Homer sich innig küssen. Er glaubt, dass die beiden ihm eine gute Eheberatung geben könnten. Die Eheberatung scheint tatsächlich gut zu funktionieren, bis Homer einen Fehler macht. |           |                                     |                                    |                        |                                       |                   |                                  |        |